# HD 149303
HD 149303，又名BD+45 2422，SAO 46147、HR 6162，是一颗恒星，视星等为5.65，位于銀經71.24，銀緯43.01，其B1900.0坐标为赤經16h 28m 46.5s，赤緯+45° 43.01′ 35″。